# Betroka

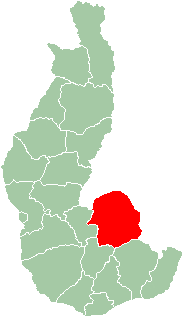
Mapa da província de Toliara, mostrando a localização de Betroka (vermelho).

Betroka é uma cidade na antiga província de Toliara a Sul de Madagáscar. É o local onde nasce o rio Onilahy. Ela é situada na região de Anosy e é a capital do distrito de Betroka. Tem um aeroporto.
A Reserva Kalambatritra se encontra a 55 km a este de Betroka.